# Lycurgus (Athene)
Lycurgus (Grieks: Λυκοῦργος) (396 – 323 v.Chr.), zoon van Lycophron, was een Atheens politicus, jurist en redenaar.
Hij behoorde tot een adellijke familie en studeerde aan de Akademeia van Plato. Later werd hij leerling van Isocrates en ging al vroeg in de politiek. Van 338 tot 327 v.Chr. beheerde hij met grote bekwaamheid de Atheense financiën. Als we zijn biografen mogen geloven was zijn integriteit zo groot, dat zelfs privépersonen hem hun geld toevertrouwden als dit oordeelkundig beheerd moest worden. Hij liet onder meer de Atheense vloot versterken en verhoogde de interne veiligheid in de stad. Met spreekwoordelijke strengheid waakte hij over het gedrag van zijn medeburgers: zelfs zijn eigen vrouw werd zwaar beboet na een verkeersovertreding. Hij hield van mooie dingen, verfraaide de stad met allerlei openbare gebouwen, en liet het Dionysus-theater verbouwen. Ook liet hij afschriften aanmaken van het werk van Aeschylus, Sophocles en Euripides, bestemd voor het staatsarchief.
Aan de zijde van Demosthenes stelde hij zich op als verwoede tegenstander van de Macedonische politiek. Toen Alexander de Grote dan ook om zijn uitlevering vroeg, gingen de Atheners niet in op dit verzoek.

Aeschines · Andocides · Antiphon · Demosthenes · Dinarchus · Hyperides · Isaeus · Isocrates · Lycurgus · Lysias
- Bibsys: 95002801
- Biblioteca Nacional de España: XX1254471
- Bibliothèque nationale de France: cb13092606n (data)
- Catàleg d'autoritats de noms i títols de Catalunya: 981058515414806706
- CiNii: DA01440574
- Gemeinsame Normdatei: 118575546
- International Standard Name Identifier: 0000 0004 4934 6563
- Library of Congress Control Number: nr96035470
- Nationale Bibliotheek van Tsjechië: jn19981001784
- Nationale bibliotheek van Australië: 36582709
- Nationale Bibliotheek van Israël: 987007264707005171
- Nederlandse Thesaurus van Auteursnamen: 069652864
- Réseau des bibliothèques de Suisse occidentale: 02-A003538366
- Istituto Centrale per il Catalogo Unico: LO1V033409
- LIBRIS: 269819
- Système universitaire de documentation: 032965370
- Trove: 1305364
- Virtual International Authority File: 268590928
- WorldCat: E39PCjJXXvJdBg8kKtkQt4wjqP